# Kapelle Nordhemmern

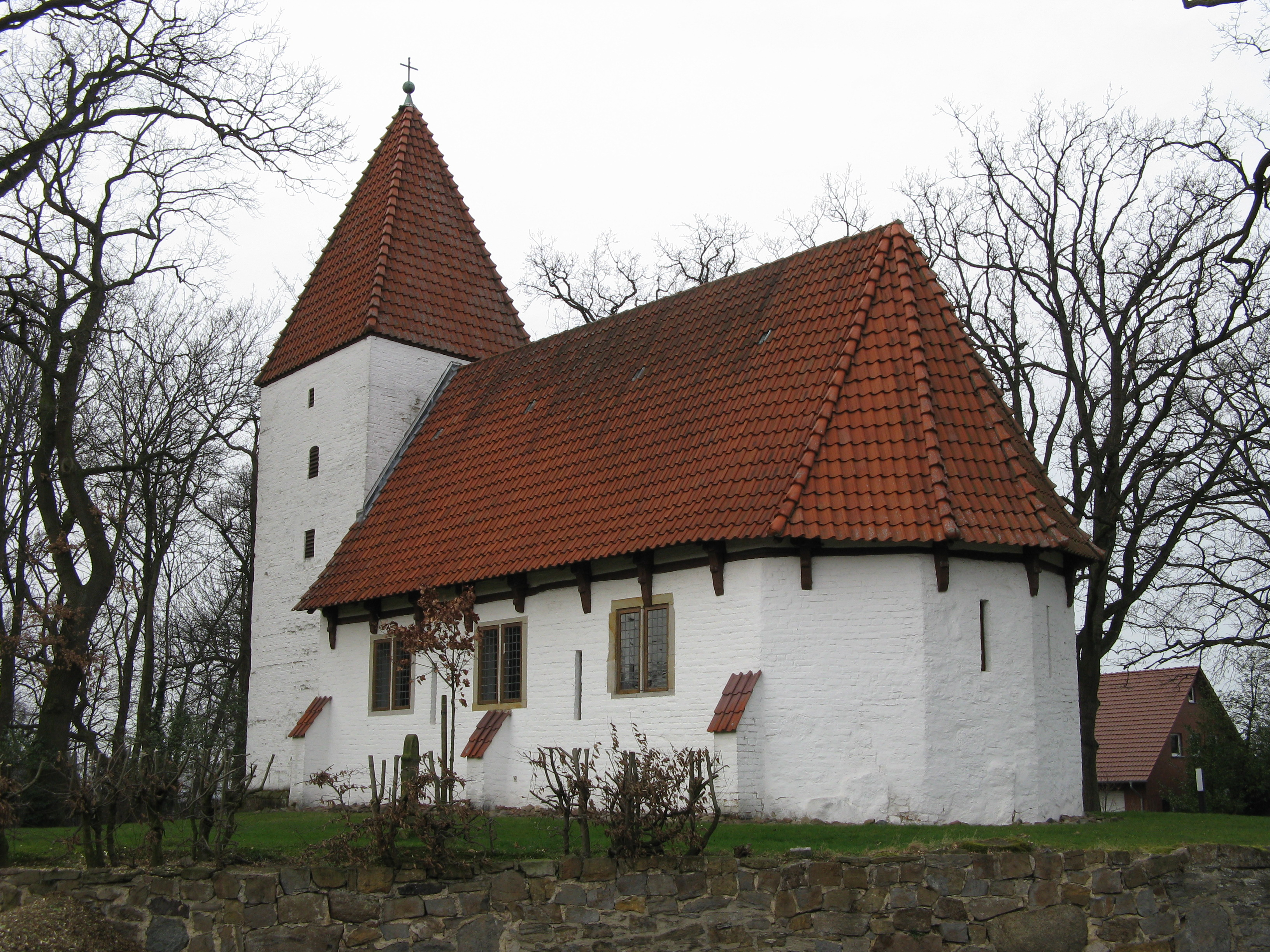
Ansicht von Südosten

Die Kapelle Nordhemmern in der Ortschaft Nordhemmern der Gemeinde Hille ist eine Kapelle der Evangelischen Kirchengemeinde Hartum-Holzhausen, die dem Kirchenkreis Minden der Evangelischen Kirche von Westfalen angehört.

## Baugeschichte und Architektur

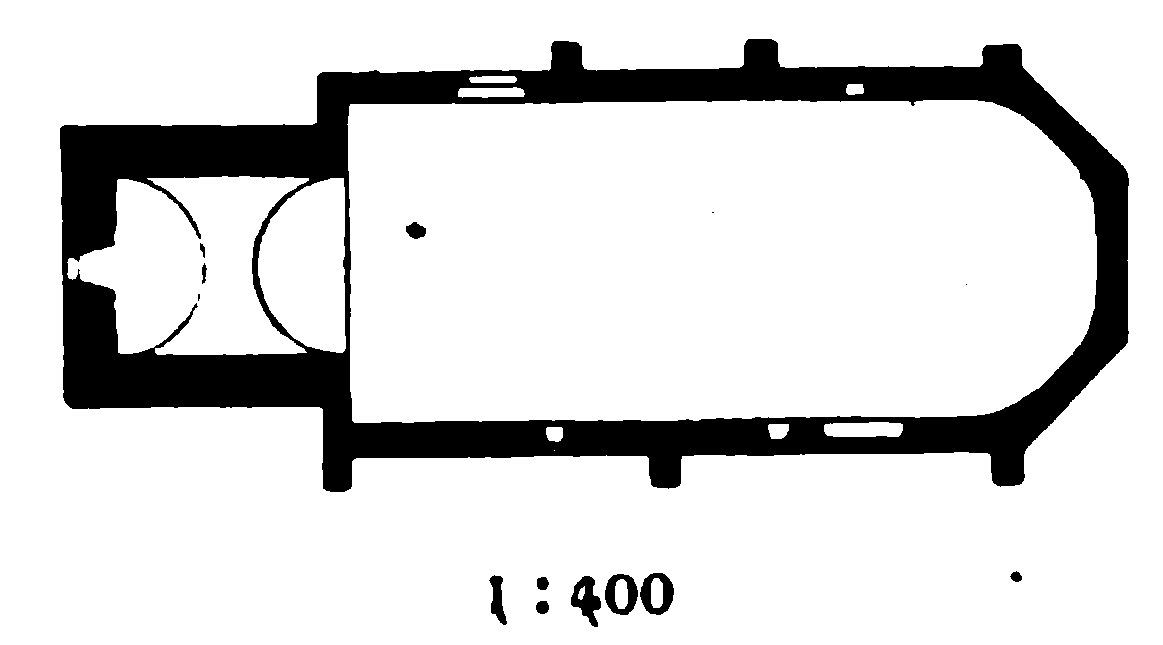
Grundriss

Die Baugeschichte der Kapelle ist unbekannt. Albert Ludorff vermutete im Jahr 1902 ein Bauwerk der Renaissance, heute wird davon ausgegangen, dass die Kapelle bereits im 13. Jahrhundert entstanden ist.
Die Kapelle ist ein Saalbau mit innen rundem, außen dreiseitigem Schluss. Im Schiff befindet sich eine Holzdecke, deren Balkenköpfe außen auf Hängeknaggen aufliegen. An der Südseite sind zweiteilige, rechteckige Fenster eingebaut, im Norden und am Chor einfache Schlitzfenster. An der Nordseite befindet sich ein flachbogiger Eingang. Der Westturm ist mit Tonnengewölbe ausgestattet.

## Ausstattung
Der älteste in der Kirche erhaltene Kunstgegenstand ist ein sechsarmiger bronzener Kronleuchter aus der Renaissance.